# By på præfekturniveau
 Der er for få eller ingen kildehenvisninger i denne artikel, hvilket er et problem. Du kan hjælpe ved at angive troværdige kilder til de påstande, som fremføres i artiklen.

En by på præfekturniveau (地级市, dìjí shì) er betegnelsen for en administrativ territoriel enhed i Folkerepublikken Kina. Den er en enhed som indordnes mellem provins og amt, og som dermed er det sekundære administrative niveau. Tilsvarende med dette, det vil sige også på sekundært administrativt niveau, har landet også præfekturer, ligaer og autonome præfekturer. Fra og med først i 1980'erne har byer på præfekturniveau i de fleste tilfælde overtaget efter de gamle præfekturer som sekundære administrative enheder. 
En by på præfekturniveau er ikke en «by» i streng forstand men snarere en administrativ enhed som normalt består af en bymæssig kerne (dvs. en by i almindelig forstand) omgivet af mindre urbaniserede og/eller landlige områder der som regel er langt større end den bymæssige kerne. 
Byer på præfekturniveau er næsten altid delt op i tertiære admininistrative enheder som amter, byer på amtsniveau eller andre undergrupperinger.
For at skelne mellem byen på præfekturniveau og selve byen i strikt forstand benyttes udtrykket 市区 shìqū («urbant område») på kinesisk. 
Den første by på præfekturniveau blev dannet den 5. november 1983. I løbet af de følgende to tiår har byer på præfekturniveau erstattet det store flertal af de før så almindelige præfekturer. 
De fleste provinser består udelukkende eller næsten udelukkende af byer på præfekturniveau. Af Folkerepublikkens 22 provinser og fem autonome områder er det kun tre provinser (Yunnan, Guizhou, Qinghai) og to autonome regioner (Xinjiang, Tibet) som har mere end tre sekundære administrative enheder som ikke er byer på præfekturniveau. 
Et præfektur må opfylde en række kriterier for at kunne komme i betragtning for opgradering til by på præfekturniveau: Det må blandt andet ha et bymæssigt center med bymæssig befolkning på over 250.000 indbyggere og en industri hvis bruttoprodukt overstiger 200 mill. RMB. 
De største byer på præfekturniveau er Baoding (i provinsen Hebei), Zhoukou (Henan), Nanyang (Henan) og Linyi (Shandong), og de har alle flere indbyggere end Tianjin, som er den mindst folkerige byprovins i landet. 
Femten store byer på præfekturniveau er blevet givet status som subprovinsielle byer, hvilket giver dem væsentlig større autonomi. 
En by på subpræfekturniveau er en by på amtsniveau med myndighed som ligger tæt på den som tilkommer en by på præfekturniveau.